# Canadian North
Canadian North is een luchtvaartmaatschappij gevestigd in Yellowknife, Northwest Territories, Canada. De thuishaven van Canadian North is Yellowknife Airport.

## Geschiedenis
Canadian North is opgericht in 1989 om te zorgen dat in het noorden van Canada ook luchtvervoer was. Canadian North werd in september 1998 gekocht van Canadian Airlines. In het logo van Canadian North zijn drie herkenbare verschijnselen van het noorden te zien: de ijsbeer, de middernachtzon, en het noorderlicht. 
In 2019 fuseerde Canadian North met First Air. 

## Bestemmingen
- Calgary
- Cambridge Bay
- Edmonton
- Hay River
- Inuvik
- Iqaluit
- Norman Wells
- Ottawa
- Rankin Inlet
- Yellowknife

## Vloot
De vloot van Canadian North bestaat in juli 2016 uit:
- 5 Boeing 737-200
- 10 Boeing 737-300
- 3 Bombardier Dash8-Q100